# Csicsay Alajos
Csicsay Alajos (Csiliznyárad, 1938. április 8. –) pedagógus, író, szakíró.

## Élete
Csicsay Mihály és Sebő Julianna gyermeke.
Csiliznyáradon és Csilizradványban járt alapiskolába. 1958-ban érettségizett a pozsonyi Pedagógiai Iskolán. A nyitrai Pedagógiai Főiskolán kémia–biológia munkára nevelés szakon szerzett tanári oklevelet 1964-ben.
1958–1999 között Füzespusztán és Muzslán tanított magyar tanítási nyelvű általános iskolákban. 1971–1991 között Párkányban volt iskolaigazgató.
Cikkei, elbeszélései az 1970-es évektől jelennek meg. Szerkesztőbizottsági tagja többek között a Szocialista nevelés/Nevelésnek, Tábortűznek, Hogyan Tovább?-nak. 1978–1997 között a Csemadok Központi Bizottságának, majd az Országos Választmányának tagja. 2000–2003 között az Érsekújvári Területi Választmány elnöke. 1991–1996 között a Szlovákiai Magyar Pedagógusok Szövetsége Országos Választmányának elnökségi tagja. 1995-től tagja, 1996–2002 között a Katedra Társaság elnöke volt. 1993-tól a Szlovák-Magyar Baráti Társaság tagja, illetve a párkányi alapszervezet társelnöke 1993–2003. 2001-től a Szlovákiai Magyar Írók Társaságának tagja.

## Díjak, elismerések
- 1996, 2002 Katedra-díj
- 2007 Felvidéki Magyar Pedagógus-díj
- 2019 Szent Gorazd-díj
- 2019 Párkány Pro Urbe-díj

## Művei
- 1987 X-ék a hetediken (elbeszélések)
- 1996 Vendég a csodakönyvben (mesék)
- 1996 Királyok, fejedelmek, kormányzók (képes történelmi olvasókönyv)
- 1999 Embernevelők. 50 évesek a 2. világháború után újra szervezett magyar iskolák Szlovákiában (interjúk pedagógusokkal)
- Csicsay Alajos–Balázsy Géza: Apáink öröksége. Állataink és növényeink könyve. Kisegítő tankönyv az általános iskolai természetrajz-oktatáshoz; Lilium Aurum, Dunaszerdahely, 1999
- Királyok, fejedelmek, kormányzók; 2. átdolg. kiad.; Lilium Aurum, Dunaszerdahely, 2000
- 2002 Iskolatörténet
- 2003 Hajnali álom (elbeszélések)
- Híres és hírhedt személyek a magyar történelemben; Lilium Aurum, Dunaszerdahely, 2004
- 2005 A tündérek titka (mesék)
- 2006 Mérföldkövek ködben (Pathó Károly életrajza)
- Szlovákia védett ásványai és kövületei; Lilium Aurum, Dunaszerdahely, 2006